# ディプロリッケットシア
ディプロリッケットシア（Diplorickettsia）は、2011年9月に記載された偏性細胞内寄生性の真正細菌である。学名はギリシア語のΔιπλός（二倍、倍増）と新ラテン語のrickettisia（リケッチア）の合成語。タイプ種はディプロリッケットシア・マッセリエンシスDiplorickettsia massiliensis。
スロバキアのIxodes ricinus（マダニ）から単離された。